# Op zoek naar Mary Poppins
Op zoek naar Mary Poppins was een Nederlands televisieprogramma van de AVRO, gebaseerd op het BBC-programma How Do You Solve A Problem Like Maria?, waarin de nieuwe hoofdrolspeelster van de musical Mary Poppins werd gezocht.
In april 2009 werd bekend dat William Spaaij de mannelijke hoofdrol zou vertolken.

## Programma
Op zoek naar Mary Poppins is een vervolg op de programma's Op zoek naar Evita en Op zoek naar Joseph, die gewonnen werden door respectievelijk Brigitte Heitzer en Freek Bartels. De presentatie van Op zoek naar Mary Poppins lag, eveneens als bij Evita en Joseph, in handen van Frits Sissing.
Op 6 april 2009 werden de auditieronden afgesloten met een liveconcert voor genodigden uit de musicalwereld en musicalfans. De 16 overgebleven kandidaten traden hier op, hiervan gingen er 11 door naar de liveshows.
In de eerste aflevering op maandag 30 november 2009 werden de 11 kandidaten voorgesteld aan de kijkers, gecombineerd met beelden van het liveconcert en workshops die de kandidaten inmiddels gevolgd hadden. Op zondag 6 december 2009 vond de eerste live- en resultshow plaats. Aan het eind van de liveshow vond er al een sing-off plaats en moest een van de kandidaten vertrekken. In de resultshow vond een tweede sing-off plaats en vertrok opnieuw een kandidaat, zodat op 6 december 2009 al meteen van twee kandidaten afscheid werd genomen. In de daaropvolgende weken vertrok op zondag steeds maar één kandidaat, totdat op 24 januari 2010 nog 3 kandidaten over waren. Noortje Herlaar werd als winnares gekozen. Begin februari werd bekend dat Sophie Veldhuizen, de runner-up, de alternate werd van Noortje. De musical Mary Poppins ging op 11 april 2010 in première.

## De Mary Poppins
| Plek | Mary's | Mary's               | Leeftijd                  | Show 1   | Show 1              | Show 2              | Show 3              | Show 4              | Show 5              | Show 6              | Show 7              | Show 8              | Show 8              |
| Plek | Mary's | Mary's               | Leeftijd                  | Part 1   | Part 2              | Show 2              | Show 3              | Show 4              | Show 5              | Show 6              | Show 7              | Part 1              | Part 2              |
| ---- | ------ | -------------------- | ------------------------- | -------- | ------------------- | ------------------- | ------------------- | ------------------- | ------------------- | ------------------- | ------------------- | ------------------- | ------------------- |
| 1    |        | Noortje Herlaar      | 24 jaar (22 april 1985)   |          |                     |                     |                     |                     |                     |                     |                     |                     | Winnaar             |
| 2    |        | Sophie Veldhuizen    | 26 jaar (6 maart 1983)    |          |                     |                     |                     |                     |                     |                     |                     |                     | Runner-Up           |
| 3    |        | Rosalie de Jong      | 24 jaar (15 maart 1985)   |          |                     |                     |                     |                     |                     |                     | Sing-Off            | Bottom              | Derde Plek          |
| 4    |        | Irene Borst          | 26 jaar (7 november 1983) |          | Sing-Off            |                     | Sing-Off            |                     |                     | Sing-Off            | Sing-Off            | Geëlimineerd week 7 | Geëlimineerd week 7 |
| 5    |        | Willemijn de Vries   | 24 jaar (28 juli 1985)    |          |                     |                     |                     | Sing-Off            | Sing-Off            | Sing-Off            | Geëlimineerd week 6 | Geëlimineerd week 6 | Geëlimineerd week 6 |
| 6    |        | Carmen Danen         | 21 jaar (9 april 1988)    | Sing-Off |                     |                     |                     |                     | Sing-Off            | Geëlimineerd week 5 | Geëlimineerd week 5 | Geëlimineerd week 5 | Geëlimineerd week 5 |
| 7    |        | Simone Breukink      | 22 jaar (9 november 1987) |          |                     |                     |                     | Sing-Off            | Geëlimineerd week 4 | Geëlimineerd week 4 | Geëlimineerd week 4 | Geëlimineerd week 4 | Geëlimineerd week 4 |
| 8    |        | Angenita van der Mee | 22 jaar (26 april 1987)   |          |                     | Sing-Off            | Sing-Off            | Geëlimineerd week 3 | Geëlimineerd week 3 | Geëlimineerd week 3 | Geëlimineerd week 3 | Geëlimineerd week 3 | Geëlimineerd week 3 |
| 9    |        | Bente van den Brand  | 26 jaar (8 november 1983) |          |                     | Sing-Off            | Geëlimineerd week 2 | Geëlimineerd week 2 | Geëlimineerd week 2 | Geëlimineerd week 2 | Geëlimineerd week 2 | Geëlimineerd week 2 | Geëlimineerd week 2 |
| 10   |        | Suzanne de Heij      | 28 jaar (27 maart 1981)   |          | Sing-Off            | Geëlimineerd week 1 | Geëlimineerd week 1 | Geëlimineerd week 1 | Geëlimineerd week 1 | Geëlimineerd week 1 | Geëlimineerd week 1 | Geëlimineerd week 1 | Geëlimineerd week 1 |
| 11   |        | Eefje Thomassen      | 27 jaar (6 juni 1982)     | Sing-Off | Geëlimineerd week 1 | Geëlimineerd week 1 | Geëlimineerd week 1 | Geëlimineerd week 1 | Geëlimineerd week 1 | Geëlimineerd week 1 | Geëlimineerd week 1 | Geëlimineerd week 1 | Geëlimineerd week 1 |

## Jury's favoriete Mary Poppins
| Liveshows           | Erwin van Lambaart | Pia Douwes        | Thom Hoffman      |
| ------------------- | ------------------ | ----------------- | ----------------- |
| Liveshow 1          | Sophie Veldhuizen  | Irene Borst       | Noortje Herlaar   |
| Liveshow 2          | Simone Breukink    | Simone Breukink   | Noortje Herlaar   |
| Liveshow 3          | Simone Breukink    | Rosalie de Jong   | Sophie Veldhuizen |
| Liveshow 4          | Rosalie de Jong    | Noortje Herlaar   | Irene Borst       |
| Liveshow 5          | Noortje Herlaar    | Irene Borst1      | Sophie Veldhuizen |
| Liveshow 6          | Noortje Herlaar    | Rosalie de Jong   | Noortje Herlaar   |
| Liveshow 7          | Noortje Herlaar    | Sophie Veldhuizen | Irene Borst       |
| De Mary Poppins2, 3 | Noortje Herlaar    | 4                 | Sophie Veldhuizen |

Notes
1 Pia Douwes had ook Noortje Herlaar als favoriet, maar was positiever over Irene Borst.

2 Nadat Rosalie de Jong werd geëlimineerd, werd een favoriet gegeven.

3 Willem Nijholts Mary Poppins is Noortje Herlaar.

4 Pia Douwes kon geen keuze maken.

## Liveshows

### Week 1 (6 december 2009)
Opening: "Hier ben ik dan"  (uit de musical Copacabana)

Resultshow: "Supercalifragilisticexpialidocious" (Mary Poppins), "Zing, vecht, huil, bid, lach, werk en bewonder" en "We zullen doorgaan" (Ramses Shaffy)
| Volgorde                                                          | Mary Poppins | Mary Poppins         | Liedje                                                                | Resultaat       |
| ----------------------------------------------------------------- | ------------ | -------------------- | --------------------------------------------------------------------- | --------------- |
| 1                                                                 |              | Noortje Herlaar      | "No more tears (enough is enough)" (Donna Summer en Barbra Streisand) | Veillig         |
| 2                                                                 |              | Carmen Danen         | "No more tears (enough is enough)" (Donna Summer en Barbra Streisand) | Sing-off part 1 |
| 3                                                                 |              | Bente van den Brand  | "Ik ken hem te goed (I Know Him So Well)" (uit musical Chess)         | Veilig          |
| 4                                                                 |              | Simone Breukink      | "Ik ken hem te goed (I Know Him So Well)" (uit musical Chess)         | Veilig          |
| 5                                                                 |              | Sophie Veldhuizen    | "Ik ben een vrouw" (uit musical 3 musketiers)                         | Veilig          |
| 6                                                                 |              | Suzanne de Heij      | "Ik ben een vrouw" (uit musical 3 musketiers)                         | Sing-off part 2 |
| 7                                                                 |              | Eefje Thomassen      | "Ik ben een vrouw" (uit musical 3 musketiers)                         | Sing-off part 1 |
| 8                                                                 |              | Angenita van der Mee | "Pak maar m'n hand" (Nick en Simon)                                   | Veilig          |
| 9                                                                 |              | Willemijn de Vries   | "Pak maar m'n hand" (Nick en Simon)                                   | Veilig          |
| 10                                                                |              | Rosalie de Jong      | "Tell him" (Céline Dion en Barbra Streisand)                          | Veilig          |
| 11                                                                |              | Irene Borst          | "Tell him" (Céline Dion en Barbra Streisand)                          | Sing-off part 2 |
| Sing-Off; part 1; "Zonder Jou" (Paul de Leeuw en Simone Kleinsma) |              |                      |                                                                       |                 |
| 1                                                                 |              | Eefje Thomassen      | Eefje Thomassen                                                       | Geëlimineerd    |
| 2                                                                 |              | Carmen Danen         | Carmen Danen                                                          | Veilig          |
| Sing-Off; part 2; "Laat me niet alleen" (Jacques Brel)            |              |                      |                                                                       |                 |
| 1                                                                 |              | Suzanne de Heij      | Suzanne de Heij                                                       | Geëlimineerd    |
| 2                                                                 |              | Irene Borst          | Irene Borst                                                           | Veilig          |

### Week 2 (13 december 2009)
Opening: "We're all in this together" (uit musical High School Musical)

Resultshow: "Supercalifragilisticexpialidocious" (uit musical Mary Poppins), "Starmaker" (Fame)
| Volgorde                                                | Mary Poppins | Mary Poppins         | Liedje                                                                       | Resultaat    |
| ------------------------------------------------------- | ------------ | -------------------- | ---------------------------------------------------------------------------- | ------------ |
| 1                                                       |              | Willemijn de Vries   | "Ik voel me heerlijk" (uit musical West Side Story)                          | Veilig       |
| 2                                                       |              | Carmen Danen         | "My all" (van Mariah Carey)                                                  | Veilig       |
| 3                                                       |              | Sophie Veldhuizen    | "The boy does nothing" (van Alesha Dixon)                                    | Veilig       |
| 4                                                       |              | Irene Borst          | "Denk aan mij" (uit musical The Phantom of the Opera)                        | Veilig       |
| 5                                                       |              | Rosalie de Jong      | "Nu dat jij er bent" (van Trijntje Oosterhuis)                               | Veilig       |
| 6                                                       |              | Angenita van der Mee | "Dingen waar ik zo van hou" (uit de musical The Sound of Music)              | Sing-off     |
| 7                                                       |              | Simone Breukink      | "Geef me liefde" (van Elvis Presley/uit musical All shook up/Love me Tender) | Veilig       |
| 8                                                       |              | Bente van den Brand  | "Hot 'n Cold" (van Katy Perry)                                               | Sing-off     |
| 9                                                       |              | Noortje Herlaar      | "Tot jij mijn liefde voelt" (van Bob Dylan)                                  | Veilig       |
| Sing-Off; "Er is een plaats voor ons" (West Side Story) |              |                      |                                                                              |              |
| 1                                                       |              | Bente van den Brand  | Bente van den Brand                                                          | Geëlimineerd |
| 2                                                       |              | Angenita van der Mee | Angenita van der Mee                                                         | Veilig       |

### Week 3 (20 december 2009) (kerstuitzending)
Opening: "Sleighride together with you"

Resultshow: "Supercalifragilisticexpialidocious" (uit de musical Mary Poppins), "I will follow him" (uit de musical Sister Act)
| Volgorde                                 | Mary Poppins | Mary Poppins         | Liedje                                                     | Resultaat    |
| ---------------------------------------- | ------------ | -------------------- | ---------------------------------------------------------- | ------------ |
| 1                                        |              | Irene Borst          | "Why couldn't it be christmas every day" (van Bianca Ryan) | Sing-off     |
| 2                                        |              | Sophie Veldhuizen    | "Wat is mijn hart" (van Marco Borsato)                     | Veilig       |
| 3                                        |              | Angenita van der Mee | "Santa Claus is coming to town" (van Sonny Schuyler)       | Sing-off     |
| 4                                        |              | Noortje Herlaar      | "Kom terug en dans met mij" (uit de musical My Fair Lady)  | Veilig       |
| 5                                        |              | Willemijn de Vries   | "Winter wonderland" (van Richard Himber)                   | Veilig       |
| 6                                        |              | Rosalie de Jong      | "Cheek to cheek" (uit de musical Top Hat)                  | Veilig       |
| 7                                        |              | Carmen Danen         | "Dat zegt het hart" (uit musical Beauty and the Beast)     | Veilig       |
| 8                                        |              | Simone Breukink      | "All I want for christmas is you" (van Mariah Carey)       | Veilig       |
| Sing-Off; "Nog één kans" (van Vera Mann) |              |                      |                                                            |              |
| 1                                        |              | Angenita van der Mee | Angenita van der Mee                                       | Geëlimineerd |
| 2                                        |              | Irene Borst          | Irene Borst                                                | Veilig       |

### Week 4 (27 december 2009)
Opening: "Come fly with me" (van Frank Sinatra)

Resultshow: "Supercalifragilisticexpialidocious" (uit de musical Mary Poppins), "Love me just a little bit more" (van de Dolly Dots)
| Volgorde                                  | Mary Poppins | Mary Poppins       | Liedje                                                                                 | Resultaat    |
| ----------------------------------------- | ------------ | ------------------ | -------------------------------------------------------------------------------------- | ------------ |
| 1                                         |              | Carmen Danen       | "Diamonds are a girls best friend" (uit musical Moulin Rouge/Gentlemen prefer blondes) | Veilig       |
| 2                                         |              | Irene Borst        | "I still haven't found what I'm looking for" (van U2)                                  | Veilig       |
| 3                                         |              | Noortje Herlaar    | "I'm the greatest star" (uit de musical Funny Girl)                                    | Veilig       |
| 4                                         |              | Rosalie de Jong    | "Appels op de tafelsprei" (van Toon Hermans)                                           | Veilig       |
| 5                                         |              | Simone Breukink    | "Ik leef niet meer voor jou" (van Marco Borsato)                                       | Sing-off     |
| 6                                         |              | Sophie Veldhuizen  | "Fields of gold" (van Sting)                                                           | Veilig       |
| 7                                         |              | Willemijn de Vries | "Hij kan niet zonder mij" (uit musical Oliver!)                                        | Sing-off     |
| Sing-Off; "Telkens weer" (uit Rooie Sien) |              |                    |                                                                                        |              |
| 1                                         |              | Simone Breukink    | Simone Breukink                                                                        | Geëlimineerd |
| 2                                         |              | Willemijn de Vries | Willemijn de Vries                                                                     | Veilig       |

### Week 5 (3 januari 2010)
Opening: "Crazy in love" (van Beyoncé)

Groepsnummer liveshow: "A spoonful of sugar" (uit musical Mary Poppins, samen met Gino Korsel en Sarah Nauta)

Resultshow: "Supercalifragilisticexpialidocious" (uit musical Mary Poppins), "Oh what a night" (van The Four Seasons)
| Volgorde                                                                         | Mary Poppins | Mary Poppins       | Liedje                                                     | Resultaat    |
| -------------------------------------------------------------------------------- | ------------ | ------------------ | ---------------------------------------------------------- | ------------ |
| 1                                                                                |              | Sophie Veldhuizen  | "Als ze mij zo zouwen zien" (uit de musical Sweet Charity) | Veilig       |
| 2                                                                                |              | Noortje Herlaar    | "Almaz" (van Randy Crawford (Nederlandse versie))          | Veilig       |
| 3                                                                                |              | Rosalie de Jong    | "Het gaat beginnen" (uit de musical West Side Story)       | Veilig       |
| 4                                                                                |              | Willemijn de Vries | "Don't rain on my parade" (uit musical Funny Girl)         | Sing-off     |
| 5                                                                                |              | Carmen Danen       | "Wacht nog wat" (van Paul de Leeuw)                        | Sing-off     |
| 6                                                                                |              | Irene Borst        | "Meidengrut" (uit musical Annie)                           | Veilig       |
| Sing-Off; "Laat het op een zondag zijn" (uit Tell me on a sunday/Song and dance) |              |                    |                                                            |              |
| 1                                                                                |              | Carmen Damen       | Carmen Damen                                               | Geëlimineerd |
| 2                                                                                |              | Willemijn de Vries | Willemijn de Vries                                         | Veilig       |

### Week 6 (10 januari 2010)
Opening: "Fame" (uit Fame)

Resultshow: "Supercalifragilisticexpialidocious" (uit musical Mary Poppins), "I say a little prayer"´(van Dionne Warwick)
| Volgorde                                                        | Mary Poppins | Mary Poppins       | Liedje                                              | Resultaat    |  |
| --------------------------------------------------------------- | ------------ | ------------------ | --------------------------------------------------- | ------------ |  |
| 1                                                               |              | Willemijn de Vries | "Lief zijn voor mamma" (uit musical Chicago)        | Sing-off     |  |
| 2                                                               |              | Rosalie de Jong    | "Zeur niet" (uit musical Heerlijk duurt het langst) | Veilig       |  |
| 3                                                               |              | Irene Borst        | "Vincent" (van Don McLean (Nederlandse versie))     | Sing-off     |  |
| 4                                                               |              | Sophie Veldhuizen  | "Als 't nacht wordt in Parijs" (uit Irma La Douce)  | Veilig       |  |
| 5                                                               |              | Noortje Herlaar    | "Zin in een feessie" (uit musical de Stunt)         | Veilig       |  |
|                                                                 |              |                    |                                                     |              |  |
| 6                                                               |              | Willemijn de Vries | "I will survive" (van Gloria Gaynor)                | Sing-off     |  |
| 7                                                               |              | Rosalie de Jong    | "Mijn pakkie an" (uit musical Aida)                 | Veilig       |  |
| 8                                                               |              | Irene Borst        | "Hopeloos verlang ik naar jou" (uit Grease)         | Sing-off     |  |
| 9                                                               |              | Sophie Veldhuizen  | "Get happy" (van Ruth Etting)                       | Veilig       |  |
| 10                                                              |              | Noortje Herlaar    | "Smile" (van Nat King Cole)                         | Veilig       |  |
| Sing-Off; "Vluchten kan niet meer" (uit musical En nu naar bed) |              |                    |                                                     |              |  |
| 1                                                               |              | Willemijn de Vries | Willemijn de Vries                                  | Geëlimineerd |  |
| 2                                                               |              | Irene Borst        | Irene Borst                                         | Veilig       |  |

### Week 7 (17 januari 2010)
Opening: "Could It Be Magic" (van Barry Manilow)

Resultshow: "Supercalifragilisticexpialidocious" (uit musical Mary Poppins), "Chim chim cheree" (uit musical Mary Poppins (in duet met William Spaaij))
| Volgorde                                   | Mary Poppins | Mary Poppins      | Liedje                                     | Resultaat    |  |
| ------------------------------------------ | ------------ | ----------------- | ------------------------------------------ | ------------ |  |
| 1                                          |              | Irene Borst       | "Heel alleen" (uit musical Les Misérables) | Sing-off     |  |
| 2                                          |              | Noortje Herlaar   | "I have nothing" (van Whitney Houston)     | Veilig       |  |
| 3                                          |              | Sophie Veldhuizen | "Out here on my own" (uit Fame)            | Veilig       |  |
| 4                                          |              | Rosalie de Jong   | "Doe iets" (uit musical My Fair Lady)      | Sing-off     |  |
|                                            |              |                   |                                            |              |  |
| 5                                          |              | Irene Borst       | "Stuff like that there" (van Betty Hutton) | Sing-off     |  |
| 6                                          |              | Noortje Herlaar   | "Jaloezie" (van Adèle Bloemendaal)         | Veilig       |  |
| 7                                          |              | Sophie Veldhuizen | "Mens, durf te leven" (van Dirk Witte)     | Veilig       |  |
| 8                                          |              | Rosalie de Jong   | "A song for you" (van Leon Russell)        | Sing-off     |  |
| Sing-Off; "Dit keer" (uit musical Cabaret) |              |                   |                                            |              |  |
| 1                                          |              | Irene Borst       | Irene Borst                                | Geëlimineerd |  |
| 2                                          |              | Rosalie de Jong   | Rosalie de Jong                            | Veilig       |  |

### Week 8 (24 januari 2010) (finale)
Opening afgevallen Mary's: "De winnaar krijgt de macht" (van ABBA/uit musical Mamma Mia!, speciale bewerking)

Opening finalisten: "Als ik win" (uit musical The Wiz, speciale bewerking)

Liveshow finalisten: "Swing, swing, swing" (tapnummer)
| Volgorde   | Mary Poppins | Mary Poppins      | Liedje                                                                    | Resultaat    |
| ---------- | ------------ | ----------------- | ------------------------------------------------------------------------- | ------------ |
| 1          |              | Rosalie de Jong   | "Thuis" (uit musical The Wiz)                                             | Geëlimineerd |
| 2          |              | Sophie Veldhuizen | "Kon ik nog maar even bij je zijn" (uit musical The Phantom of the Opera) | Veilig       |
| 3          |              | Noortje Herlaar   | "Pap, kun je me horen" (uit Yentl)                                        | Veilig       |
| Resultshow |              |                   |                                                                           |              |
| 1          |              | Sophie Veldhuizen | "Tamelijk Voortreffelijk" (uit musical Mary Poppins)                      | Veilig       |
| 2          |              | Noortje Herlaar   | "Tamelijk Voortreffelijk" (uit musical Mary Poppins)                      | Veilig       |
| 1          |              | Sophie Veldhuizen | "Alles kan" (uit musical Mary Poppins)                                    | Runner-up    |
| 2          |              | Noortje Herlaar   | "Alles kan" (uit musical Mary Poppins)                                    | Winnaar      |
| Na winst   |              |                   |                                                                           |              |
| 1          |              | Noortje Herlaar   | "Supercalifragilisticexpialidocious" (uit musical Mary Poppins)           | Winnaar      |